# 宇治市立東宇治中学校
宇治市立東宇治中学校（うじしりつ ひがしうじちゅうがっこう）は、京都府宇治市五ケ庄池ノ浦にある公立中学校。

## 沿革
戦後の学制改革により男女共学、六・三・三制度が導入され、高等教育につながらない選択肢が多い複線的な中等教育を整理した新制中学校が設置されることになった。宇治郡東宇治町でも新制中学校が設置されることとなり、新憲法施行日である1947年5月3日、東宇治中学校が開校した。しかし、独立した中学校としての校地・校舎は無く、元宇治火薬製造所工員養成所の階上3教室と、宇治小学校の4教室を借用した状態でスタートした。翌年1948年、元宇治火薬製造所工員養成所の階下にあった町役場を旧役場に移転することにより、旧養成工寮舎全部を校舎に転用した。更には1949年、本校舎東隣の養成工寮を校舎に改装し、機械実習場を講堂に改装した。同時に宇治小学校を間借りしていた状態が解消し、独立した中学校として使用できるようになった。1951年には宇治市誕生により、宇治市立東宇治中学校へ改称した。

### 年表
- 1947年5月 - 宇治郡東宇治町立東宇治中学校・笠取分校開校
- 1948年4月 - 旧養成工寮舎全部を校舎に転用
- 1949年4月 - 養成工寮を校舎に改装、機械実習場を講堂に改装。（独立した校舎として使用の開始）
- 1951年3月 - 宇治市誕生により、宇治市立東宇治中学校へ改称
- 1951年11月 - 校歌を制定する
- 1952年6月 - 生徒会歌を制定する
- 1955年10月 - 改築工事竣工式を挙行
- 1962年10月 - 五ヶ庄池ノ浦の、旧陸軍火薬製造所跡に鉄筋コンクリート校舎(9教室)他を新築。一部は旧火薬製造所建物を改造工事が竣工。移転へ。[4]
- 1964年 - 体育館竣工
- 1971年3月 - 笠取分校を閉校
- 1971年6月 - 鉄筋コンクリート新校舎竣工
- 1973年3月 - 校舎を増築（第二理科室、美術室、普通教室など）
- 1973年8月 - プール竣工
- 1974年4月 - 宇治市立木幡中学校を分離
- 1981年3月 - 校舎を増築（北新校舎）
- 1983年4月 - 校舎を増築（第二技術室、第三理科室、視聴覚室など）
- 1987年2月 - 第二体育館竣工
- 2012年4月 - 宇治市立黄檗中学校を分離。

## 主な行事
2011年度の主な行事である。
1学期
- 4月
  - 入学式・始業式
  - 避難訓練
  - 身体測定
- 5月～6月
  - 家庭訪問
  - 中間テスト
  - 自然体験学習（1年生）
  - 職場体験学習（2年生）
  - 修学旅行（3年生）
  - 期末テスト
- 7月
  - 三者懇談会
  - 終業式

2学期
- 8月
  - 始業式
- 9月
  - 体育祭
  - 文化祭
- 10月
  - 中間テスト
  - 進路説明会
- 11月～12月
  - 生徒会役員選挙
  - 三者懇談会
  - 期末テスト
  - 終業式

3学期
- 1月
  - 始業式
  - 避難訓練
  - 中間テスト（3年生のみ）
- 2月
  - 教育相談
- 3月
  - 期末テスト
  - 修了式・卒業式

## 部活動
2011年5月時点での部活動である。
体育系
- 陸上競技部
- サッカー部
- ソフトボール部
- 野球部
- 男子テニス部
- 女子テニス部
- 男子卓球部
- 女子卓球部
- 男子バスケットボール部
- 女子バスケットボール部
- 男子バレーボール部
- 女子バレーボール部
- 剣道部

文化系
- 吹奏楽部
- 美術部
- 科学部

## 通学区域
宇治市では公立学校選択制が導入されていないため、以下の小学校区在住の場合は原則東宇治中学校へ通学する。
- 宇治市立南部小学校（全域）
- 宇治市立三室戸小学校（全域）
- 宇治市立宇治小学校（木幡地区を除く。2011年度入学生まで）
- 宇治市立岡屋小学校（木幡地区を除く）

## 校区内の主な施設
- 陸上自衛隊宇治駐屯地関西補給処
- 京都大学宇治キャンパス
- 萬福寺（黄檗公園）
- 三室戸寺
- アルプラザ宇治東
- 宇治少年院
- 京都府立莵道高等学校
- 京都翔英高等学校

## 交通アクセス
- 京阪宇治線黄檗駅・JR奈良線黄檗駅下車 西へ約100m

## 著名な出身者
- 千葉真子（元陸上競技・マラソン選手、現陸上競技指導者・タレント）
- 覚前昌也（元プロ野球・大阪近鉄バファローズ外野手）
- 安田美沙子（グラビアアイドル、タレント）
- 高原祐一（起業家、実業家）
- 武田綾乃（小説家、『響け! ユーフォニアム』著者)
- 鈴木博恵（レスリング選手）
- 塚原一繁（花団、歌手）
- 長谷川浩大（JRA調教師）

## 通学区域が隣接している学校
- 宇治市立黄檗中学校
- 宇治市立木幡中学校
- 宇治田原町立維孝館中学校
- 宇治市立宇治中学校
- 宇治市立北宇治中学校
- 宇治市立槇島中学校
- 京都市立向島東中学校
- 京都市立桃山中学校